# 할리퀸 항공
할리퀸 항공(영어: Harlequin Air, 일본어: ハーレクィンエア)은 1997년에 설립되어 2005년에 소멸한 일본의 항공사로 허브 공항은 신치토세 공항, 후쿠오카 공항, 주부 국제공항이 있다.

## 역사
1997년 1월 20일 재팬 에어 시스템의 완전 자회사로 설립된다. 본사는 당초 재팬 에어 시스템 본사를 사용했으나 1998년 6월 25일에 후쿠오카현 후쿠오카시로 이전했다. 후쿠오카 공항이 허브 공항이며 주로 국제선 전세편이나 국제선 임대편의 운항, 국내선 임대편의 운항을 실시하고 있었다.
재팬 에어 시스템의 경영 상황의 악화를 받고, 2000년 3월에 맥도넬더글러스 DC-10-30을 노스웨스트 항공에 매각 후 국제선 전세편이 완전히 폐지했다. 이후 맥도넬더글러스 MD-81을 이용한 국내선과 국제선의 임대편의 운항을 재팬 에어 시스템이 일본항공과 통합했다.
2005년 4월 30일 항공 운송 사업을 종료했으며 같은 해 6월에 인재파견 사업에 업태 변환의 목적으로 변경했다. 또한 목적 변경 이전부터 인재파견은 목적에 있었다. 동시에 할리퀸의 객실 승무원은, 항공 업무 종료 후 일본항공의 승무원이 계승 되었다. 같은 해 8월 1일에 도쿄 국제공항에 본사를 이전했다. 2008년 3월 31일, 파견업도 완전히 철수 하면서 같은 해 10월 10일에 완전히 소멸했다.

## 보유 기종
- 맥도넬더글러스 DC-10-30 (퇴역 후 노스웨스트 항공에 판매)
- 맥도넬더글러스 MD-81

## 서비스
- 당시 국제선 운항되고 있던 맥도넬더글러스 DC-10-30 기종의 경우 퍼스트 클래스 프리미엄 클래스를 설치하고 충실한 엔터테인먼트 및 프리미엄 이코노미 클래스와 함께 슬리퍼와 칫솔등 시설을 제공하는 등 서비스를 했었다.

## 사진

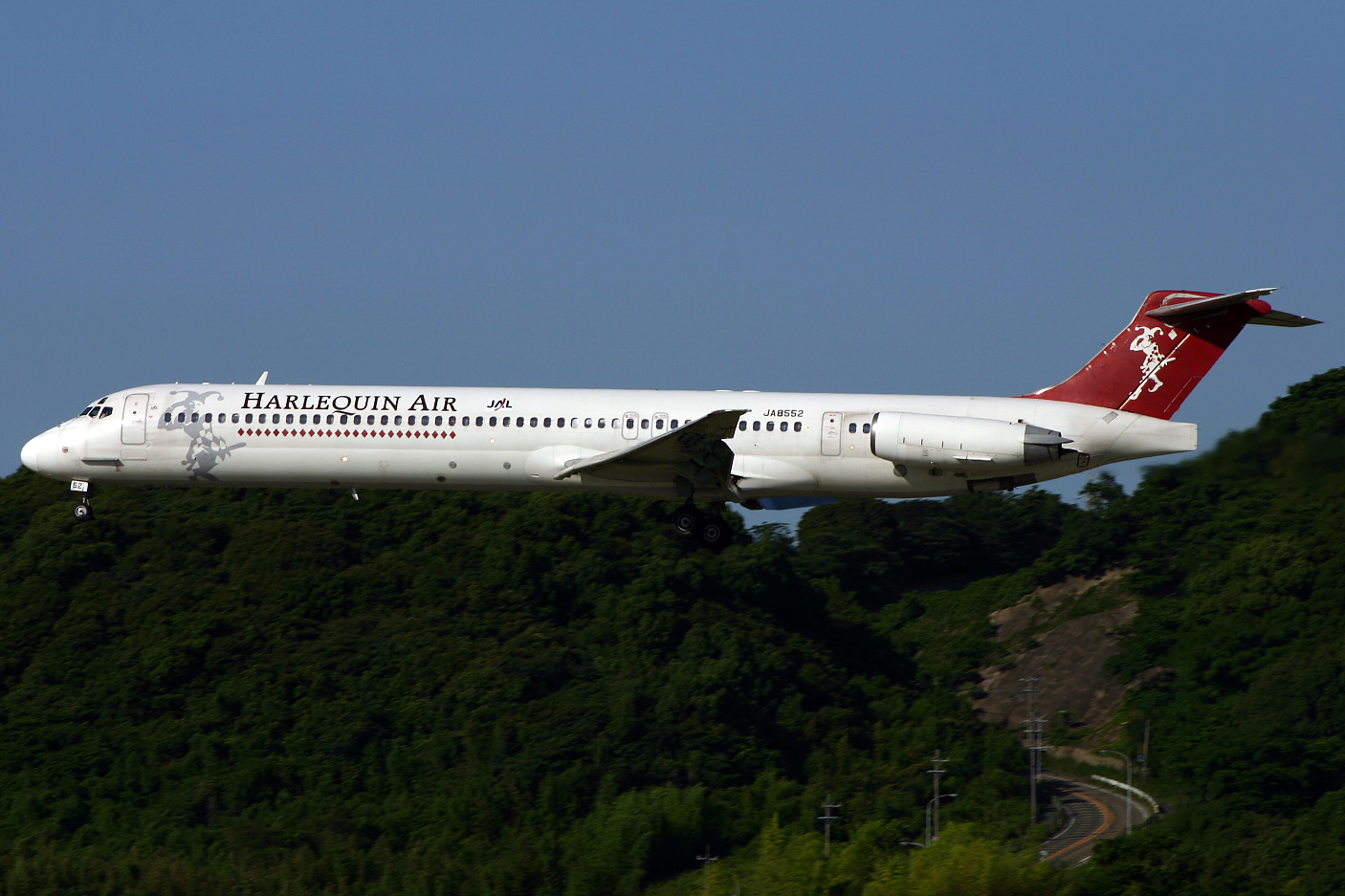
할리퀸 항공의 맥도넬더글러스 MD-81 (퇴역)